# باشگاه فوتبال کرتارو
باشگاه فوتبال کرتارو (انگلیسی: Querétaro F.C.) یک باشگاه فوتبال مکزیکی است که در سال ۱۹۵۰ در کرتارو تأسیس شده‌است.
از جمله بازیکنان مطرحی که در این تیم بازی کرده‌اند می‌توان به ریکاردو اوسوریو، کامیلو سانویزو، دانیلینیو، آنتونیو نیلسون، ویلیام فرناندو دا سیلوا، جاناتان بورنستی و رونالدینیو اشاره کرد.